# François Fénelon
François de Salignac de La Mothe-Fénelon (Sainte-Mondane, 6 de agosto de 1651 — Cambraia, 7 de janeiro de 1715), também conhecido como ''o Cisne de Cambraia'', foi um teólogo católico, poeta e escritor francês, cujas ideias liberais sobre política e educação, esbarravam contra o "statu quo" da Igreja e do Estado dessa época. Pertenceu à Academia Francesa de Letras.

## Biografia
Fénelon nasceu no castelo da família, em Périgord, em 6 de agosto de 1651. Até os doze anos, o menino foi educado em casa. Seu preceptor — as fontes consultadas não lhe mencionam o nome — tinha o gosto pelo latim e o grego, e tratou logo de ensinar essas línguas, para que ele pudesse se familiarizar com as obras-primas da literatura clássica.
Ao completar os doze anos de idade, Fénelon passou a frequentar a Universidade de Cahors, onde concluiria os estudos de filosofia, a que daria continuidade no Colégio du Plessis, em Paris, foi nesse famoso estabelecimento de ensino que se dedicou à teologia e ficou conhecendo o abade de Noailles, também de família nobre, e que acabaria alcançando os mais elevados postos na hierarquia eclesiástica francesa.
Aos quinze anos de idade, Fénelon foi incumbido de pregar seu primeiro sermão, com grande sucesso.
Do Colégio du Plessis, Fénelon passou ao seminário de Saint-Sulpice, então sob a direção de Tronson. Em 1675, o jovem seminarista, de vinte e quatro anos de idade, foi ordenado no seminário de Saint-Sulpice. Durante os próximos três anos, desempenharia suas funções eclesiásticas juntamente com os demais sacerdotes daquela paróquia. Cabia-lhe explicar os textos evangélicos ao público, aos domingos e dias santos. Participava ativamente das tarefas de ensinar o catecismo. A Igreja de São Sulpício ainda conserva suas Litanies de L'enfant-Jésus, escritas especialmente para os frequentadores de sua paróquia.
Pretendia o jovem sacerdote, por essa época, partir para o Oriente em missão apostólica, com o propósito de converter ao cristianismo tantos pagãos quantos lhe fosse possível alcançar, com o brilho de sua palavra e a amplitude de sua cultura teológica. Mas não seria esse o seu destino, de vez que "Nouvelles catholiques", tratava-se de uma instituição incumbida de acolher jovens e senhoras recém-convertidas do protestantismo ao catolicismo, a fim de consolidar nelas a doutrina da igreja. Outro objetivo, paralelo, era o de instruir àquelas que se mostrassem dispostas a abandonar o protestantismo.
Era grande a preocupação das lideranças católicas - prelados e leigos - na recuperação de fiéis que tivessem se aproximado ou convertido às ideias de Lutero. Em 1681, o bispo de Sarlat - nobre também  - tio de Fénelon, renunciou, em favor do sobrinho, ao decanato de Carenas, que rendia de três a quatro mil libras francesas por ano, Fénelon deixou por algum tempo as Novas católicas, a fim de tomar posse do novo cargo, mas logo retornou a Paris e reassumiu a direção da instituição, posto em que permaneceria por dez anos.
Escreveu nesse período, De L'éducation des filles ("Da educação das meninas"), primeira obra significativa em sua carreira de escritor e educador. O livro, solicitado pela duquesa de Beauviller para orientá-la na educação de suas filhas, alcançou grande sucesso, tornando-se obra de referência para as famílias da época, bem como texto de consulta para os estudiosos da pedagogia.
Graças a sua simplicidade, doçura e caridade, Fénelon obteve considerável sucesso na tarefa, conseguindo converter rapidamente grande número de pessoas. Não escapou, no entanto, de algumas críticas. É que as alas mais radicais da igreja atacaram seus métodos de conversão. Ele preferiu não se justificar.
Nesse ínterim, vagou-se o bispado de Poitiers. O nome de Fénelon foi indicado e o rei concordou, mas a nomeação não chegou a concretizar-se, segundo se diz, por causa das intrigas do nobre senhor de Harlay, arcebispo de Paris, que tinha lá suas divergências com Bossuet.
Pouco depois, em 1689, os bons ventos do sucesso voltaram a soprar a favor do jovem prelado. O duque de Beauvilliers, designado "governador" do jovem duque de Borgonha - neto do rei e herdeiro presuntivo da coroa - escolheu Fénelon para o honroso cargo de preceptor do príncipe. Como estamos lembrados, ele escrevera, a pedido da duquesa de Beauvillers, um livro destinado a orientá-la na educação das filhas do casal. Foi arcebispo de Cambrai a partir de 1695.
Fénelon dedicou-se logo a trabalhar no sentido de corrigir o comportamento do príncipe por meio de fábulas, que ele próprio ia escrevendo. Escrevia, em seguida, o curioso Dialogues des Morts ("Diálogos dos Mortos"), engenhoso e criativo texto, no qual punha a dialogar personalidades históricas do passado, empenhadas em (re)avaliar seus próprios(alheios) atos e postura.
Os últimos anos de Fénelon foram entristecidos pelo falecimento de seus melhores amigos. No final de 1710 perdeu François Andrault de Langeron, seu amigo de toda a vida; em fevereiro de 1712, seu aluno, duque de Borgonha. Alguns meses mais tarde, o duque de Chevreuse foi levado, e o duque de Beauvilliers seguiu em agosto de 1714. Fénelon sobreviveu somente mais alguns meses. Morreria em Cambrai a 7 de janeiro de 1715, aos sessenta e três anos de idade.
Com ele desapareceu um dos membros mais ilustres do episcopado francês, certamente um dos homens mais atrativos de sua época. Deve seu sucesso unicamente a seus talentos grandes e virtudes admiráveis.